# Sogona cyclareata
Sogona cyclareata är en mångfotingart som beskrevs av Carl Graf Attems 1947. Sogona cyclareata ingår i släktet Sogona och familjen storjordkrypare. Inga underarter finns listade i Catalogue of Life.